# Anastatus vuilleti
Anastatus vuilleti är en stekelart som beskrevs av Crawford 1912. Anastatus vuilleti ingår i släktet Anastatus och familjen hoppglanssteklar. Inga underarter finns listade i Catalogue of Life.